# Made in USA (pel·lícula de 1966)
Made in U.S.A és una pel·lícula de comèdia criminal francesa de 1966 escrita i dirigida per Jean-Luc Godard, i protagonitzada per Anna Karina, László Szabó, Jean-Pierre Léaud, Marianne Faithfull, Yves Afonso, i Jean-Claude Bouillon. Va ser una adaptació llunyana i no autoritzada de la novel·la de 1965 The Jugger de Richard Stark (àlies de Donald E. Westlake), i també es va inspirar en la pel·lícula de Howard Hawks de 1946 El son etern (que va ser, al seu torn, una adaptació de la novel·la homònima de 1939 de Raymond Chandler) .
Com que ni Godard ni el productor van obtenir permís ni van pagar els drets per adaptar The Jugger, Westlake va presentar accions legals, i la pel·lícula no es va estrenar als Estats Units durant més de quatre dècades. Una impressió recentment restaurada de la pel·lícula va ser distribuïda per Rialto Pictures el 2009, començant amb una projecció al Castro Theatre de San Francisco l'1 d'abril, tres mesos després de la mort de Westlake. The Criterion Collection va estrenar la pel·lícula en DVD el juliol de 2009.

## Argument
El 1968, la periodista Paula Nelson va a Atlantic-Cité per conèixer el seu exnòvio, Richard P[olitzer], que va escriure editorials de la revista comunista, només per descobrir que ha mort, suposadament d'un atac de cor. Edgar Typhus, un antic soci, irromp a la seva habitació d'hotel i s'ofereix a ajudar la Paula a investigar la mort de Richard, però, en canvi, ella el noqueja i l'arrossega a la seva habitació veïna, on coneix el seu nebot, l'escriptor David Goodis, i la xicota de David, Doris Mizoguchi.
La Paula comença a investigar per ella mateixa i es veu que la segueixen Paul Widmark, l'inspector de la policia local, i Donald Siegel. Comença a sospitar que la mort de Richard pot tenir alguna cosa a veure amb la mort l'any anterior de Lacroix, l'alcalde comunista d'Atlantic-Cité. Algú la noqueja i es desperta en un garatge amb Widmark, que li pregunta si sap on va guardar Richard algunes proves relacionades amb la mort de Lacroix i li reprodueix unes cintes d'àudio de Richard defensant les seves opinions polítiques comunistes.
Quan Widmark porta la Paula de tornada al seu hotel, es troben amb la policia i s'assabenten que Typhus i Doris han estat assassinats, i l'inspector Aldrich ha vingut de París per investigar. Widmark diu a la Paula que l'Aldrich sospita d'ella, però ell l'ajudarà si ella l'ajuda a trobar les proves que busca, encara que ella no confia en ell, ja que sospita que va matar en Richard. Aldrich interroga Paula, però la deixa anar després que David, que inicialment diu que ella és l'assassí, canviï la història.
Continuant amb la seva investigació, la Paula s'assabenta que Richard era propietari d'una vila secreta. Siegel, després d'haver estat rebutjada per Widmark, ensenya les seves imatges de l'assassinat de Richard, revela que va matar Typhus i Doris perquè l'han enxampat buscant la seva habitació i s'ofereix a portar-lo a la vila a canvi de diners, però Paula li dispara.
Aldrich li diu a la Paula que ha rebut ordres de suspendre la seva investigació i que torna a París. Paula, després d'haver descobert que una ala extremista del Partit Comunista local va organitzar que Richard matés Lacroix perquè poguessin culpar els esquerrans més moderats com a part d'una presa de poder, i que després van matar Richard per lligar els cabots solts, es reuneix amb Widmark i van a la vila de Richard. Per protegir-se d'una doble creu i poder confiar l'un en l'altre, la Paula suggereix que escrigui una carta en què confessi l'assassinat de Typhus, i en Widmark escrigui una carta confessant haver assassinat en Richard. Un cop rep la carta de Widmark, que, com també implica el poderós Dr. Edward Ludwig, la protegirà de ser assassinada, la Paula busca una pistola a la butxaca. Widmark l'atura i està a punt de disparar-li, quan David s'acosta i dispara a Widmark per darrere, matant-lo. Llavors Paula mata en David.
Dempeus a un peatge d'una carretera, la Paula veu passar el seu amic Philippe Labro i puja al seu cotxe. Ell diu que no creu que hi hagi un aixecament feixista, però ella respon que n'hi haurà, i espera que tingui l'energia per lluitar. Philippe diu que l'esquerra i la dreta política són iguals, i s'haurien d'inventar nous termes, i Paula pregunta com s'ha de discutir el tema.

## Repartiment
- Anna Karina com a Paula Nelson
- László Szabó com a Paul Widmark, un inspector de policia a Atlantic-Cité
- Jean-Pierre Léaud com a Donald Siegel, el company de Widmark
- Marianne Faithfull com a clienta cantant al bar
- Yves Afonso com a David Goodis, un escriptor

Sense acreditar
- Danielle Palmero com a camerera de l'hotel
- Ernest Menzer com a Edgar Typhus, oncle de David
- Kyôko Kosaka com a Doris Mizoguchi, la xicota de David
- Marc Dudicourt com a Paul, el cambrer
- Remo Forlani com a Thomas, el treballador del bar
- Claude Bakka com l'home amb Marianne Faithfull
- Alexis Poliakoff com el lacai del Dr. Ludwig
- Roger Scipion com el Dr. Edward Ludwig
- Jean-Claude Bouillon com a inspector Aldrich, de París
- Jean-Pierre Biesse com a Richard Nixon, un agent de policia a Atlantic-Cité
- Sylvain Godet com a Robert MacNamara, un agent de policia a Atlantic-Cité
- Rita Maiden com la dona que li diu a la Paula on es troba la vila de Richard
- Philippe Labro com ell mateix, un periodista

Jean-Luc Godard va proporcionar la veu de l'exnòvio de Paula, Richard P[olitzer], a les cintes que Widmark li mostra.

## Producció
Made in U.S.A es va rodar al mateix temps que Dues o tres coses que sé d'ella. Godard va muntar la pel·lícula ràpidament com una manera d'intentar ajudar el seu amic i productor Georges de Beauregard a superar les dificultats financeres derivades de la censura de la pel·lícula de Jacques Rivette Suzanne Simonin, la Religieuse de Diderot (1966), que també va produir de Beauregard.
La pel·lícula és l'últim projecte de llargmetratge en què van col·laborar Godard i Karina. L'última vegada que van treballar junts va ser quan la va dirigir al segment "Anticipation, ou l'amour en l'an 2000" per a la pel·lícula d'antologia de 1967 Le Plus vieux métier du monde.
La majoria dels personatges de la pel·lícula porten el nom de personatges de la vida real, entre ells l'actor Richard Widmark; els directors Don Siegel, David Goodis, Kenji Mizoguchi, Edward Ludwig i Robert Aldrich; i les figures polítiques nord-americanes Robert McNamara i Richard Nixon. S'ha suggerit que el personatge de Paula Nelson porta el nom de Baby Face Nelson, sobre qui Siegel havia fet una pel·lícula protagonitzada per Mickey Rooney el 1957. està dedicat a "Nick i Sam", fent referència a Nicholas Ray i Samuel Fuller, "els inconformistes d'Hollywood que eren objectes de temor filial i d'agressió Èdipica" per a Godard. Al bar, Marianne Faithfull canta la cançó "As Tears Go By", que, en realitat, havia estat un èxit per a ella en 1964.

## Recepció
Abans del seu llançament el 2009, Made in U.S.A s'havia vist "poques vegades als EUA". Després de la seva projecció al Festival de Cinema de Nova York de 1967, The New York Times el va anomenar "popurri sovint desconcertant de narració cinematogràfica, imatges i missatges" i va dir que "Anna Karina, com a xicota amiga de la recerca, proporciona no sols una bellesa lluminosa sinó també un fil unificador de la humanitat." Més de quaranta anys després, després d'una projecció al Film Forum, A.O. Scott va escriure que, tot i que la pel·lícula està "lluny de ser una obra mestra perduda, no obstant això és una peça brillant i irregular del trencaclosques de la carrera del Sr. Godard", i va suggerir una sèrie de "raons per als que no són Godardians" per veure-la:
| « | Hi ha, d'una banda, una Marianne Faithfull encantadora i fervorosa que canta una versió a capella de "As Tears Go By". Hi ha homes joves prims fumant i discutint. Hi ha els colors pop brillants de la modernitat juxtaposats a l'aspecte ordinari i degradat de la vella França, tot això magníficament fotografiat per Raoul Coutard. Hi ha discursos polítics pronunciats a través de squawk box. I, per descomptat, hi ha una indiferència esbojarrada i alliberadora davant les convencions de coherència narrativa, versemblança psicològica o accessibilitat emocional. | » |

Al lloc web de l'agregador de ressenyes Rotten Tomatoes, la pel·lícula té una puntuació d'aprovació del 85% basada en 20 ressenyes, amb una puntuació mitjana de 7,6/10.